# .mobi
.mobi er et generisk topdomæne, der er reserveret til internetsider, der kan ses på mobiltelefoner. Domænet blev oprettet i maj 2006, og blev den 26. september 2006 frigivet for registrering af privatpersoner. Indtil da havde det kun været trademarkindehavere, der havde kunne købe et domæne med dette topdomæne.